# Paul Moreau (homme politique, 1929-1995)
Pour les articles homonymes, voir Paul Moreau et Moreau.
Paul Moreau, né le 2 juillet 1929 à La Plaine-des-Palmistes et mort le 1er juillet 1995 à Bras-Panon, est un homme politique français.

## Biographie
Il est le frère cadet de David Moreau. Directeur d'une coopérative agricole, il devient, le 15 mars 1959, maire de Bras-Panon et reste en fonction pendant trente-six ans. Lors des élections municipales du 11 et 18 juin 1995, il est battu par Jean-Marie Foudrin. 
En 1987, il succède à Paul Bénard, décédé, et devient sénateur de La Réunion, il est réélu le 27 septembre 1992 de justesse. À son décès, son suppléant Edmond Lauret (dit "Timon") lui succède à son tour.

## Vie privée
Paul Moreau a une fille, Évelyne, mariée à Daniel Gonthier, maire de Bras-Panon de 2001 à 2020.